# Chaussée de Sein
La chaussée de Sein est le prolongement vers l’ouest, sur environ 25 kilomètres, des formations granitiques de la pointe du Raz, en Bretagne. Son point le plus élevé qui se situe dans l’est de la Chaussée, constitue l’île de Sein. Le phare d'Ar-Men, qui balise l'ouest de cette chaussée, sert de trame au récit de Henri Queffélec, Un feu s'allume sur la mer.

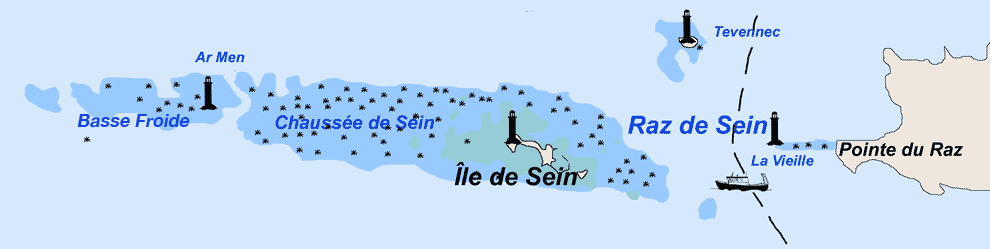
Plan de la chaussée de Sein, montrant l'implantation des phares.

## Description
Louis Le Cunff décrit ainsi la Chaussée de Sein en 1976 :
La chaussée de Sein « allonge ses terrifiantes mâchoires de granit sur près de vingt kilomètres. La dernière roche apparente porte un nom simple: « Armen », "la Pierre". C'est là qu'est bâti le fameux phare du même nom. Mais les roches sous-marines étalent encore leur traîtrise pendant des milles et des milles : ce sont les « Vajins », plus communément désignées par les cartes marines sous le nom de "Basses-Froides" ».
Secteur terriblement dangereux. Les Îliens l'appellent « ar Vered Ne », le "Nouveau Cimetière". Mais en fait depuis la Pointe du Raz jusqu'à l'ultime bouée qui, dans l'ouest d'Armen, signale la fin des périls, c'est bien la même et immense nécropole de navires. (..) Autrefois, quand la nuit ou la brume renfermaient sur les navires leur rideau d'incertitudes, les pilotes se signaient. Il n'y avait alors aucun de ces phares, aucune de ces bouées et de ces balises qui jalonnent aujourd'hui la plus grande route maritime du monde ».

## Un cimetière de navires
Ce fut le cas à toutes les époques par le passé. Pour la seule période allant de 1724 à 1789 les archives de l'Amirauté mentionnent 43 naufrages, mais tous n'étaient pas recensés, notamment ceux qui se perdaient corps et biens, ni ceux des navires de la Royale, comme le naufrage de la frégate La Charmante (qui allait de Lorient à Brest afin de rejoindre l'escadre de Ternay) le 20 mai 1780 ; ce naufrage fit 210 victimes. Le bateau était commandé par Jean-Baptiste Mengaud de la Hage (1741-1780), ami d'enfance de La Pérouse qui écrit : « La Marine a fait une perte irréparable ».
Dans le courant du XIXe siècle plus de 100 naufrages sont recensés, dont par exemple pour la seule année 1880 ceux du Schildrate, du Carwing, du Beignon, de la goélette françaiee Inès et du trois-mâts autrichien Régulus. En 1890 le vapeur français Amélie, qui venait de Newcastle et se dirigeait vers Nantes, chargé de minerai, se brisa sur le rocher de Gorlébreiz. Parfois le nom des navires reste inconnu comme celui survenu dans la nuit du 11 janvier 1894 qui vint se jeter sur les récifs de Sein : le rapport indiqué "Inconnu supposé anglais".